# Martina Sandri
Martina Sandri (Schio, 8 luglio 1988) è un'ex cestista italiana.
Centro di 184 cm, ha giocato con la Nazionale italiana e in Serie A1 con Lucca, San Martino di Lupari e Venezia.

## Carriera
Cresciuta nella pallacanestro Schio, gioca nel biennio 2007-2009 a Reggio Emilia in Serie A2.
Nel 2009-10 ingaggiata da Lucca, ottiene la prima promozione in A1, dove fa il suo esordio il 24 ottobre 2010 nella gara Le Mura Lucca-Comense.
Nel 2011 scende di categoria in Serie A2 nel San Martino di Lupari.
Il 1º maggio 2013 ottiene la sua seconda promozione in Serie A1 con la squadra padovana dopo la vittoria per 62-56 contro la Pallacanestro Sanga Milano nella gara-2 della finale dei play-off.
Dopo tre stagioni, nel 2014 passa alla Reyer Venezia. Nel 2015 vince la Lega Adriatica.
Fa ritorno a San Martino nel 2018.
Nel 2020 si ritira dall'attività agonistica.

## Statistiche

### Presenze e punti nei club

#### Campionato
Statistiche al 30 giugno 2020
| Stagione        | Squadra                    | Competizione    | Partite | Partite | Partite | Statistiche tiro | Statistiche tiro | Statistiche tiro | Altre statistiche | Altre statistiche | Altre statistiche | Altre statistiche | Altre statistiche |
| Stagione        | Squadra                    | Competizione    | Pres.   | Titol.  | Minuti  | Tiri da 2        | Tiri da 3        | Liberi           | Rimb.             | Assist            | Rubate            | Stopp.            | Punti             |
| --------------- | -------------------------- | --------------- | ------- | ------- | ------- | ---------------- | ---------------- | ---------------- | ----------------- | ----------------- | ----------------- | ----------------- | ----------------- |
| 2006-2007       | Pall. Schio                | Serie A1        | 0       | 0       | 0       | 0/0              | 0/0              | 0/0              | 0                 | 0                 | 0                 | 0                 | 0                 |
| 2007-2008       | Memar Reggio Emilia        | Serie A2        | 28      |         | 561     | 80/157           | 0/2              | 43/62            | 164               | 6                 | 36                | 1                 | 203               |
| 2008-2009       | Memar Reggio Emilia        | Serie A2        | 26      |         | 702     | 108/192          | 4/17             | 49/70            | 217               | 12                | 53                | 3                 | 277               |
| 2009-2010       | Le Mura Lucca              | Serie A2        | 35      | 31      | 1000    | 152/286          | 3/7              | 48/61            | 209               | 23                | 52                | 10                | 361               |
| 2010-2011       | Le Mura Lucca              | Serie A1        | 24      | 0       | 347     | 28/82            | 0/7              | 3/3              | 45                | 7                 | 13                | 1                 | 59                |
| 2011-2012       | Fila San Martino di Lupari | Serie A2        | 31      |         | 848     | 125/248          | 0/5              | 67/97            | 256               | 12                | 39                | 8                 | 317               |
| 2012-2013       | Fila San Martino di Lupari | Serie A2        | 30      |         | 857     | 134/255          | 6/23             | 83/114           | 273               | 28                | 59                | 12                | 369               |
| 2013-2014       | Fila San Martino di Lupari | Serie A1        | 19      |         | 590     | 68/140           | 4/11             | 17/21            | 114               | 15                | 43                | 0                 | 165               |
| 2014-2015       | Umana Reyer Venezia        | Serie A1        | 12      |         | 194     | 11/24            | 3/12             | 2/5              | 31                | 1                 | 6                 | 1                 | 33                |
| 2015-2016       | Umana Reyer Venezia        | Serie A1        | 30      |         | 606     | 33/69            | 12/49            | 2/3              | 75                | 13                | 20                | 1                 | 104               |
| 2016-2017       | Umana Reyer Venezia        | Serie A1        | 25      |         | 380     | 25/47            | 12/37            | 12/15            | 55                | 5                 | 11                | 1                 | 98                |
| 2017-2018       | Umana Reyer Venezia        | Serie A1        | 20      |         | 174     | 10/26            | 4/15             | 6/8              | 25                | 8                 | 8                 | 2                 | 38                |
| 2018-2019       | Fila San Martino di Lupari | Serie A1        | 25      |         | 642     | 51/103           | 11/58            | 19/26            | 115               | 28                | 21                | 1                 | 154               |
| 2019-2020       | Fila San Martino di Lupari | Serie A1        | 10      |         | 187     | 14/36            | 0/6              | 10/14            | 28                | 10                | 8                 | 2                 | 38                |
| Totale carriera | Totale carriera            | Totale carriera | 315     | 20      | 7.088   | 839/1.665        | 59/249           | 361/499          | 1.607             | 168               | 369               | 43                | 2.216             |

#### Coppe europee
Statistiche al 30 giugno 2018
| Stagione        | Squadra             | Competizione    | Partite | Partite | Partite | Statistiche tiro | Statistiche tiro | Statistiche tiro | Altre statistiche | Altre statistiche | Altre statistiche | Altre statistiche | Altre statistiche |
| Stagione        | Squadra             | Competizione    | Pres.   | Titol.  | Minuti  | Tiri da 2        | Tiri da 3        | Liberi           | Rimb.             | Assist            | Rubate            | Stopp.            | Punti             |
| --------------- | ------------------- | --------------- | ------- | ------- | ------- | ---------------- | ---------------- | ---------------- | ----------------- | ----------------- | ----------------- | ----------------- | ----------------- |
| 2014-2015       | Umana Reyer Venezia | Lega Adriatica  | 5       |         | 109     | 6/10             | 4/11             | 0/1              | 24                | 9                 | 2                 | 0                 | 32                |
| 2015-2016       | Umana Reyer Venezia | EuroCup         | 10      | 7       | 223     | 7/27             | 7/20             | 3/6              | 29                | 12                | 3                 | 2                 | 38                |
| 2016-2017       | Umana Reyer Venezia | EuroCup         | 10      | 2       | 129     | 4/13             | 3/14             | 2/4              | 21                | 2                 | 2                 | 1                 | 19                |
| 2017-2018       | Umana Reyer Venezia | EuroCup         | 9       |         | 127     | 6/21             | 2/8              | 6/8              | 18                | 7                 | 10                | 0                 | 24                |
| Totale carriera | Totale carriera     | Totale carriera | 34      |         | 588     | 23/71            | 16/53            | 11/19            | 92                | 30                | 17                | 3                 | 113               |

### Cronologia presenze e punti in Nazionale
| Cronologia completa delle presenze e dei punti in Nazionale - Italia | Cronologia completa delle presenze e dei punti in Nazionale - Italia | Cronologia completa delle presenze e dei punti in Nazionale - Italia | Cronologia completa delle presenze e dei punti in Nazionale - Italia | Cronologia completa delle presenze e dei punti in Nazionale - Italia | Cronologia completa delle presenze e dei punti in Nazionale - Italia | Cronologia completa delle presenze e dei punti in Nazionale - Italia | Cronologia completa delle presenze e dei punti in Nazionale - Italia |
| Data                                                                 | Città                                                                | In casa                                                              | Risultato                                                            | Ospiti                                                               | Competizione                                                         | Punti                                                                | Note                                                                 |
| -------------------------------------------------------------------- | -------------------------------------------------------------------- | -------------------------------------------------------------------- | -------------------------------------------------------------------- | -------------------------------------------------------------------- | -------------------------------------------------------------------- | -------------------------------------------------------------------- | -------------------------------------------------------------------- |
| 14-7-2010                                                            | Cavalese                                                             | Italia                                                               | 61 - 45                                                              | Turchia                                                              | Amichevole                                                           | 2                                                                    | [ 13 ]                                                               |
| 16-7-2010                                                            | Cavalese                                                             | Italia                                                               | 76 - 73                                                              | Germania                                                             | Torneo amichevole                                                    | 0                                                                    | [ 14 ]                                                               |
| 4-3-2013                                                             | Ariano Irpino                                                        | LPA Ariano Irpino                                                    | 49 - 71                                                              | Italia                                                               | Amichevole                                                           | 5                                                                    | [ 15 ]                                                               |
| 8-3-2014                                                             | Rimini                                                               | Italia                                                               | 56 - 62                                                              | World Stars                                                          | Amichevole                                                           | 4                                                                    | [ 16 ]                                                               |
| 17-5-2014                                                            | Pomezia                                                              | Italia                                                               | 51 - 59                                                              | Gran Bretagna                                                        | Amichevole                                                           | 4                                                                    | [ 17 ]                                                               |
| 18-5-2014                                                            | Pomezia                                                              | Italia                                                               | 48 - 60                                                              | Gran Bretagna                                                        | Amichevole                                                           | 2                                                                    | [ 18 ]                                                               |
| 23-5-2014                                                            | Castel San Pietro Terme                                              | Italia                                                               | 66 - 74                                                              | Bulgaria                                                             | Amichevole                                                           | 4                                                                    | [ 19 ]                                                               |
| 24-5-2014                                                            | Castel San Pietro Terme                                              | Italia                                                               | 77 - 79 dts                                                          | Israele                                                              | Amichevole                                                           | 4                                                                    | [ 20 ]                                                               |
| 25-5-2014                                                            | Castel San Pietro Terme                                              | Italia                                                               | 82 - 72                                                              | Cina                                                                 | Amichevole                                                           | 4                                                                    | [ 21 ]                                                               |
| 26-5-2014                                                            | Castel San Pietro Terme                                              | Italia                                                               | 58 - 50                                                              | Paesi Bassi                                                          | Amichevole                                                           | 8                                                                    | [ 22 ]                                                               |
| 30-5-2014                                                            | Louvain-la-Neuve                                                     | Ucraina                                                              | 85 - 56                                                              | Italia                                                               | Torneo amichevole                                                    | 0                                                                    | [ 23 ]                                                               |
| 31-5-2014                                                            | Louvain-la-Neuve                                                     | Belgio                                                               | 76 - 51                                                              | Italia                                                               | Torneo amichevole                                                    | 4                                                                    | [ 24 ]                                                               |
| 1-6-2014                                                             | Louvain-la-Neuve                                                     | Paesi Bassi                                                          | 57 - 55                                                              | Italia                                                               | Torneo amichevole                                                    | 0                                                                    | [ 25 ]                                                               |
| 4-10-2016                                                            | Lucca                                                                | Italia                                                               | 45 - 80                                                              | LBF All Stars                                                        | Amichevole                                                           | 0                                                                    | [ 26 ]                                                               |
| 28-5-2017                                                            | Latina                                                               | Italia                                                               | 50 - 65                                                              | Russia                                                               | Torneo amichevole                                                    | 0                                                                    | [ 27 ]                                                               |
| 3-6-2017                                                             | Roma                                                                 | Italia                                                               | 70 - 59                                                              | Grecia                                                               | Amichevole                                                           | 0                                                                    | [ 28 ]                                                               |
| Totale                                                               |                                                                      | Presenze                                                             | 16                                                                   |                                                                      | Punti                                                                | 41                                                                   |                                                                      |

## Palmarès
- Campionato italiano di Serie A2: 2
Le Mura Lucca: 2009-10; San Martino di Lupari: 2012-13
- Lega Adriatica femminile: 1

Reyer Venezia: 2014-15